# L'Auberge du fou aux clochettes
L'Auberge du fou aux clochettes (At the « Bells and Motley »), parfois titrée A l'enseigne du « Bells and Motley », est une nouvelle policière et fantastique d'Agatha Christie mettant en scène pour la première fois Harley Quinn et Mr Satterthwaite.
Initialement publiée en novembre 1925 dans la revue The Grand Magazine au Royaume-Uni, cette nouvelle a été reprise en recueil en 1930 dans The Mysterious Mr Quin au Royaume-Uni et aux États-Unis. Elle a été publiée pour la première fois en France en avril 1955 dans la revue Mystère magazine, puis dans le recueil Le Mystérieux Mr Quinn en 1969.

## Personnages
- M. Satterthwaite : sexagénaire, amateur d'énigmes policières.
- Harley Quinn : homme mystérieux.

## Publications
Avant la publication dans un recueil, la nouvelle avait fait l'objet de publications dans des revues :
- en novembre 1925, au Royaume-Uni, sous le titre « A Man of Magic », dans le no 249 de la revue The Grand Magazine[1] ;
- le 17 juillet 1926, aux États-Unis, dans la revue Flynn's Weekly[2] ;
- en janvier 1954, aux États-Unis, sous le titre « The Disappearance of Captain Harwell », dans le no 122 (vol. 22) la revue Ellery Queen's Mystery Magazine[2] ;
- en avril 1955, en France, sous le titre « Magicien ès meurtre », dans le no 87 de la revue Mystère magazine[3].

La nouvelle a ensuite fait partie de nombreux recueils :
- en 1930, au Royaume-Uni et aux États-Unis, dans The Mysterious Mr Quin[1] (avec 11 autres nouvelles) ;
- en 1966, aux États-Unis, dans Surprise! Surprise! (avec 11 autres nouvelles) ;
- en 1969, en France, dans Le Mystérieux Mr Quinn (avec 6 autres nouvelles)
- en 1991, en France, sous le titre A l'enseigne du « Bells and Motley », dans Le Mystérieux Mr Quinn (réédition du recueil de 1969 reprenant la composition des recueils de 1930)[4]

## Adaptation
- 2009 : pièce radiophonique diffusée dans l'émission Afternoon Readings de BBC Radio 4, avec Martin Jarvis[5].